# Amblyseiella denmarki
Amblyseiella denmarki är en spindeldjursart som först beskrevs av Zaher och El-Brollosy 1986.  Amblyseiella denmarki ingår i släktet Amblyseiella och familjen Phytoseiidae. Inga underarter finns listade i Catalogue of Life.